# Torgelow-Holländerei
Torgelow-Holländerei, ook wel Torgelow-Holl genoemd, is een ortsteil van de Duitse stad Torgelow in de deelstaat Mecklenburg-Voor-Pommeren.

## Geografie

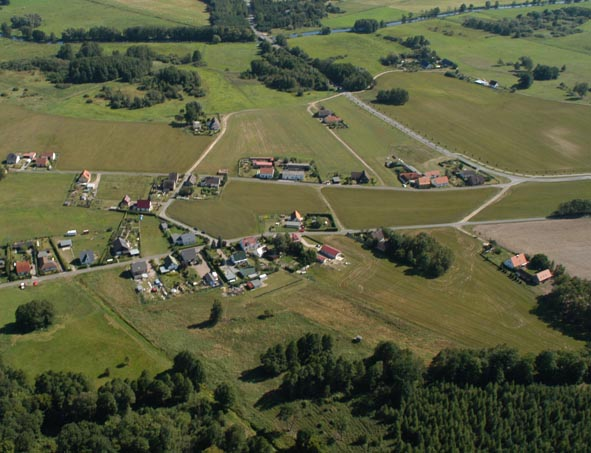
Luchtfoto van een deel van de gemeente

De gemeente ligt aan de westkant van de beneden Uecker en strekt zich uit over ongeveer 9 km tussen Liepgarten en Torgelow.

## Geschiedenis
In 1619 in de beginperiode van de Dertigjarige Oorlog werd het gebied langs de beneden Uecker ontgonnen door kolonisten die uit de streek rond Danzig kwamen. Het gebied in Danzig, in de Weichseldelta, werd oorspronkelijk ontgonnen door kolonisten uit Holland. Het ontginningsmodel dat zij vanuit thuis hadden meegenomen, verspreide bebouwing en droogleggen van de natte, laaggelegen landen, stond bekend als Holländerei. Dit model werd ook langs de Uecker gebruikt. De naam verwijst dus slechts zeer indirect naar Hollandse kolonisten.
Op 25 mei 2014 werd de tot dan toe zelfstandige gemeente Torgelow-Holländerei opgeheven en ondergebracht in de stad Torgelow.